# Precedencja we Francji
Kolejność precedencji we Francji
1. Prezydent Republiki Emmanuel Macron
2. Premier Gabriel allatte
3. Przewodniczący Senatu Gérard Larcher
4. Przewodniczący Zgromadzenia Narodowego Yaël Braun-Pivet
5. Byli Prezydenci Republiki:
  1. Nicolas Sarkozy
  2. François Hollande
6. Ministrowie Rządu Republiki w kolejności ustalanej przez Prezydenta
7. Byli premierzy
8. Przewodniczący Rady Konstytucyjnej
9. Wiceprzewodniczący Rady Państwa
10. Przewodniczący Rady ds. Ekonomicznych i Społecznych
11. Deputowani
12. Senatorowie
13. Przedstawiciel Wymiaru Sprawiedliwości
14. Pierwszy Przewodniczący Cour des Comptes
15. Kanclerz kapituły orderu Legii Honorowej i jej członkowie
16. Kanclerz kapituły orderu Wyzwolenia i jej członkowie
17. Szef Sztabu Sił Zbrojnych
18. Rzecznik Praw Obywatelskich